# Francisco Villa, Huitiupán
Francisco Villa är en ort i Mexiko.   Den ligger i kommunen Huitiupán och delstaten Chiapas, i den sydöstra delen av landet, 700 km öster om huvudstaden Mexico City. Francisco Villa ligger 276 meter över havet och antalet invånare är 128.
Terrängen runt Francisco Villa är kuperad västerut, men österut är den bergig. Francisco Villa ligger nere i en dal. Runt Francisco Villa är det ganska tätbefolkat, med 104 invånare per kvadratkilometer. Närmaste större samhälle är Simojovel de Allende, 5,9 km väster om Francisco Villa. Omgivningarna runt Francisco Villa är en mosaik av jordbruksmark och naturlig växtlighet.